# Указатель повреждённого участка
Указатель повреждённого участка (УПУ, ИКЗ — индикатор короткого замыкания, УТКЗ — указатель тока короткого замыкания) — устройство для определения повреждённого участка линии электропередачи и сигнализации о произошедшей аварийной ситуации. В зависимости от назначения и исполнения индикаторы короткого замыкания устанавливаются в ячейку распределительного устройства, на опору воздушной линии электропередачи или непосредственно на фазный провод линии. Кроме того УПУ бывают в переносном исполнении. Использование индикаторов короткого замыкания позволяет значительно сократить время и затраты на обнаружение места повреждения и ликвидацию аварийной ситуации в разветвлённых распределительных сетях.

## Основные принципы

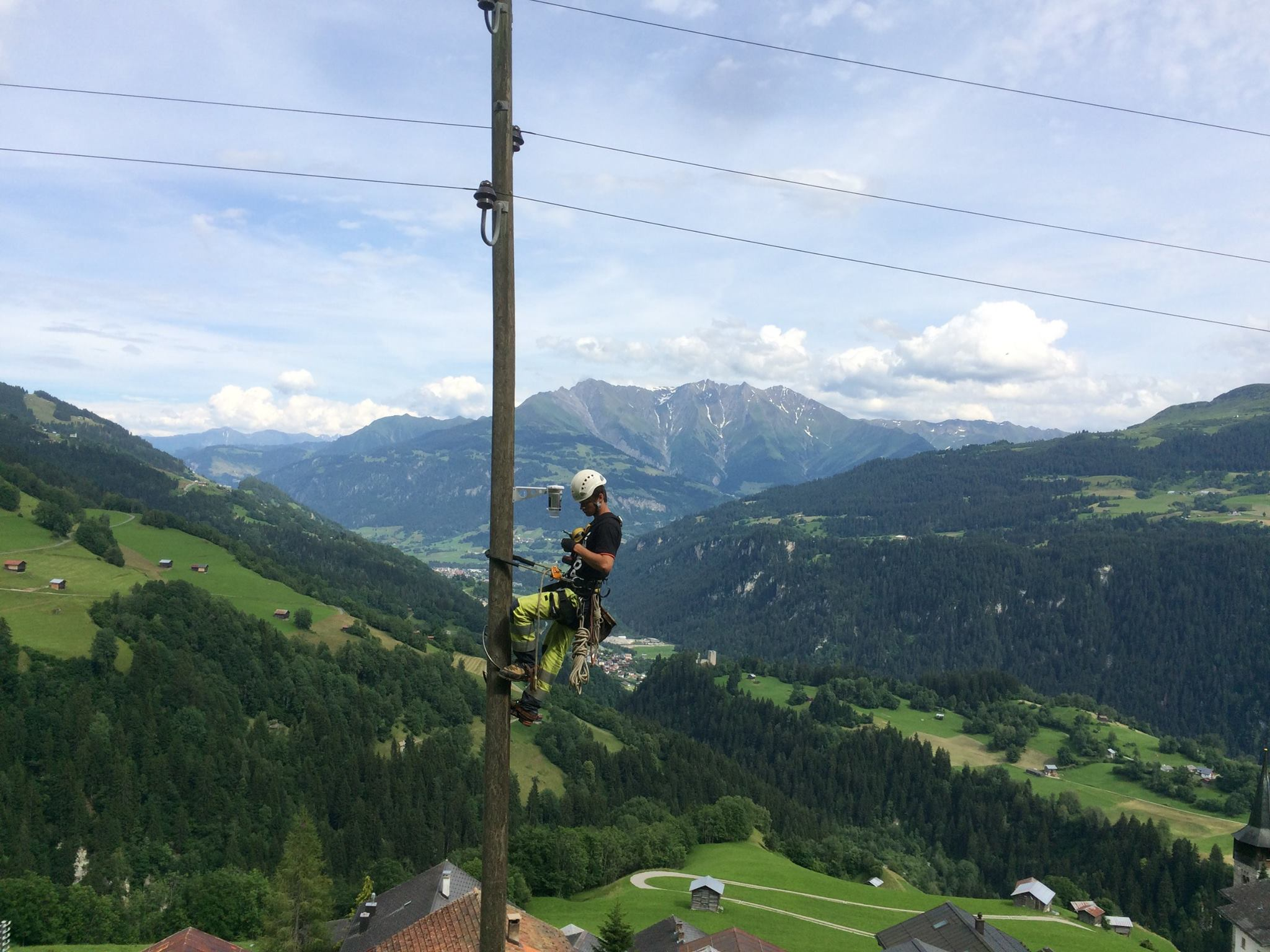
УПУ, устанавливаемый на опору

Индикаторы короткого замыкания основываются на различных топографических методах определения места повреждения, определяющих направление движения к точке места повреждения на трассе линии с помощью специальных стационарных или переносных устройств. В отличие от дистанционных средств определения места повреждения (ОМП), устанавливаемых на подстанциях, УПУ не выдают расстояние до повреждения, а указывают на каком участке сети оно произошло. Топографические методы определения места повреждения подразделяются на индукционные методы, основанные на индикации параметров магнитного поля токов в проводах ВЛ, акустические методы, основанные на улавливании на трассе акустических (механических) колебаний, потенциальные методы, основанные на фиксации вдоль трассы электрических потенциалов и электромеханические методы, основанные на фиксации механических усилий, создаваемых за счёт энергии тока короткого замыкания (КЗ).
При применении электромеханических методов в топографических указателях могут контролироваться электродинамические усилия между током в токоведущих частях и наводимым током в расположенном вблизи датчике и электромагнитные силы, приложенные к якорю из магнитного материала. При протекании токов короткого замыкания датчики подают сигнал на внешние устройства визуального отображения аварии — яркий флаг или светодиоды, или передают сведения об аварии при помощи средств удалённой связи.

## История
Топографические методы ОМП в России впервые были реализованы в указателях опор с повреждённой изоляцией типа УПИ-1. Их принцип действия был основан на размагничивании предварительно намагниченного воспринимающего элемента магнитным полем переменного тока КЗ, протекающего по опоре ВЛ 110 кВ и выше. Они являлись однократными и требовали восстановления работоспособного состояния после каждого случая срабатывания. При их применении возникали большие сложности при поиске неустойчивого КЗ.
С конца 80-х начато серийное производство улучшенных указателей повреждённого участка ВЛ 10-35 кВ: УПУ-1, УКЗ, КСВ, УПН, некоторые из которых обладали визуальным элементом срабатывания. Тогда же началось широкое использование переносных приборов для поиска замыкания на землю ВЛ 10 кВ, измеряющих и сравнивающих уровни высших гармонических составляющих тока на различных участках сети — Поиск, Волна, Зонд. Следующая модификация топографического указателя прохождения тока короткого замыкания УТКЗ была основана на замыкании контактов герконовых датчиков, работающих под действием магнитного поля, возникающего при протекании тока короткого замыкания. Все устройства первого поколения топографических ОМП отличались рядом недостатков: необходимостью визуального осмотра линейной бригадой и плохой видимостью индикации (особенно в тёмное время суток).
Дальнейшее развитие указателей связано со стремительным развитием элементной базы, что позволило значительно расширить функциональность и технические характеристики приборов данного типа. В частности, появилась возможность фиксировать не только короткие замыкания, но и однофазные замыкания на землю, характеризующиеся очень низким уровнем аварийного тока.
В настоящее время российские производители ИКЗ составляют серьезную конкуренцию, как друг другу, так и импортным производителям. Оборудование по качеству не уступает зарубежным аналогам. Маркетинговое исследование проведенное наглядно показывает высокий спрос и потенциальную емкость рынка индикаторов короткого замыкания.

## Современное состояние

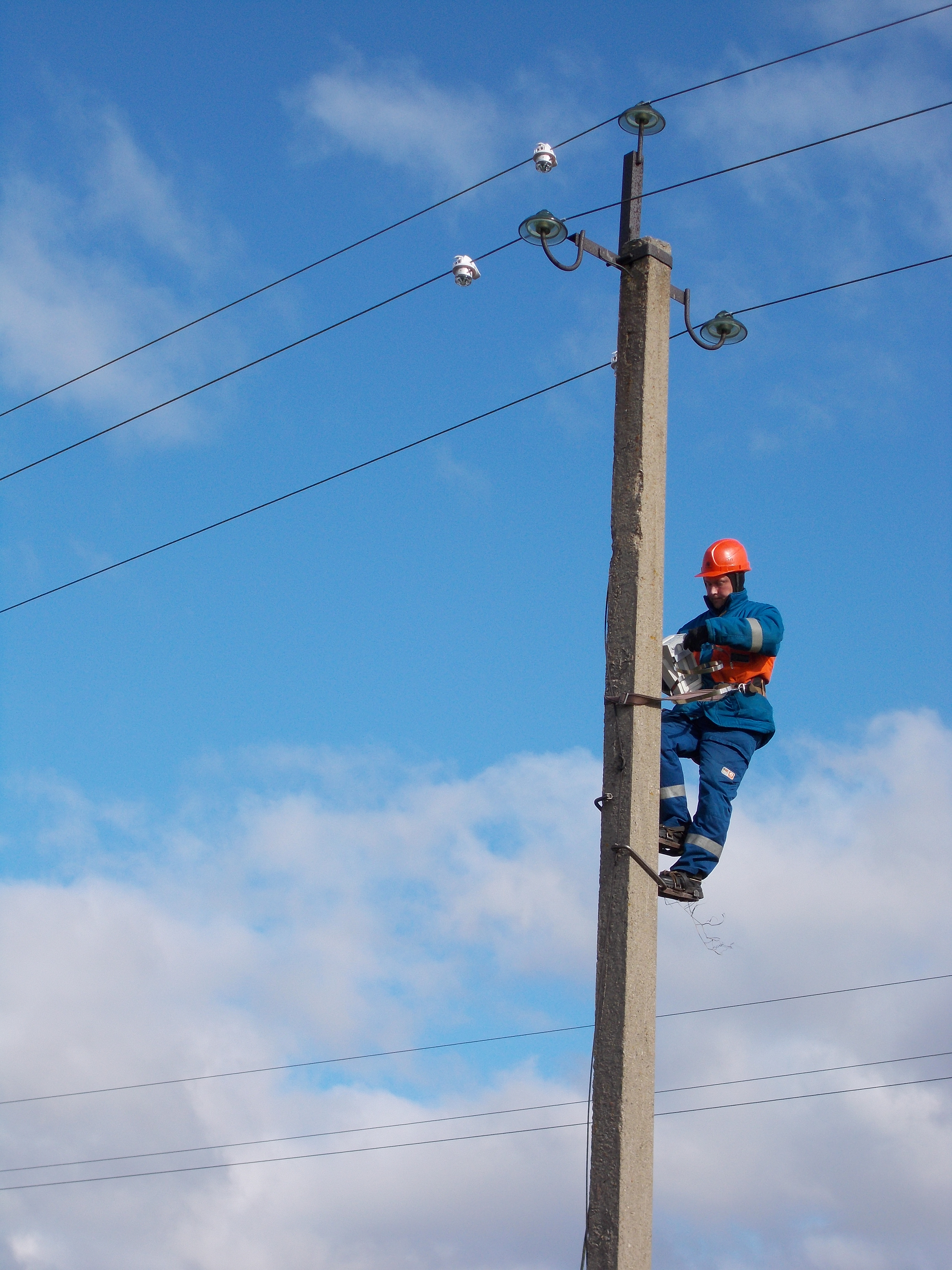
Современный УПУ, устанавливаемый на провода линии с блоком передачи данных на опоре

В настоящее время на рынке представлен широкий спектр УПУ от самых простых электромеханических указателей тока КЗ до интеллектуальных микропроцессорных устройств, способных фиксировать однофазные замыкания на землю в сетях с изолированной и компенсированной нейтралью и выдавать информацию о повреждении непосредственно на диспетчерский пункт. Наиболее развитые современные приборы обладают следующими свойствами и функциями:
- Высокая видимость индикации благодаря применению сверхъярких светодиодов или ксеноновых источников света
- Передача информации об аварии непосредственно на диспетчерский пункт, используя GSM-связь и радиосети с ретрансляцией данных.
- Хорошая селективность за счёт возможности настраивать условия срабатывания приборов в зависимости от параметров конкретной линии.
- Высокая чувствительность к аварийным токам — самые современные УПУ определяют замыкания на землю с токами менее 1А.